# Ludo Coeck
Ludo Coeck (ur. 25 września 1955 w Berchem  – zm. 9 października 1985 w Edegem) – piłkarz belgijski grający na pozycji pomocnika.

## Kariera klubowa
Karierę piłkarską Coeck rozpoczął w zespole Berchem Sport. W sezonie 1971/1972 grał w drugiej lidze Belgii W 1972 roku odszedł do Anderlechtu. W Anderlechcie stał się podstawowym zawodnikiem. W 1973 roku osiągnął z Anderlechtem pierwszy sukces w karierze, gdy zdobył Puchar Belgii. W 1974 roku wywalczył mistrzostwo Belgii, a w 1975 roku ponownie sięgnął po krajowy puchar. W maju 1976 roku zagrał w wygranym 4:2 finale Pucharu Zdobywców Pucharów z West Ham United. W tamtym roku ponownie zdobył Puchar Belgii. W 1978 roku ponownie wygrał Puchar Zdobywców Pucharów (grał w wygranym 4:0 finale z Rapidem Wiedeń. W 1981 roku wywalczył drugie mistrzostwo Belgii w karierze. W barwach Anderlechtu rozegrał 292 mecze i strzelił 54 gole.
W 1983 roku Coeck przeszedł do Interu Mediolan. W Interze był rezerwowym i zagrał w 9 spotkaniach Serie A. W 1984 roku odszedł z Interu do Ascoli Calcio. W Ascoli spędził pół sezonu i w 1985 roku został piłkarzem RWD Molenbeek.
9 października 1985 roku Coeck zginął w wypadku samochodowym koło miejscowości Rumst, gdy jego BMW uderzyło w barierki. Zawodnik jechał by podpisać kontrakt z drużyną Lierse SK.
| Sezon   | Klub           | Kraj   | Rozgrywki   | Mecze | Bramki |
| ------- | -------------- | ------ | ----------- | ----- | ------ |
| 1971/72 | Berchem Sport  | Belgia | Division II | 7     | 7      |
| 1972/73 | RSC Anderlecht | Belgia | Division I  | 17    | 3      |
| 1973/74 | RSC Anderlecht | Belgia | Division I  | 27    | 4      |
| 1974/75 | RSC Anderlecht | Belgia | Division I  | 36    | 5      |
| 1975/76 | RSC Anderlecht | Belgia | Division I  | 32    | 7      |
| 1976/77 | RSC Anderlecht | Belgia | Division I  | 32    | 9      |
| 1977/78 | RSC Anderlecht | Belgia | Division I  | 28    | 6      |
| 1978/79 | RSC Anderlecht | Belgia | Division I  | 28    | 5      |
| 1979/80 | RSC Anderlecht | Belgia | Division I  | 10    | 1      |
| 1980/81 | RSC Anderlecht | Belgia | Division I  | 33    | 3      |
| 1981/82 | RSC Anderlecht | Belgia | Division I  | 19    | 2      |
| 1982/83 | RSC Anderlecht | Belgia | Division I  | 30    | 9      |
| 1983/84 | Inter Mediolan | Włochy | Serie A     | 9     | 0      |
| 1984/85 | Ascoli Calcio  | Włochy | Serie A     | ?     | ?      |
| 1985/86 | RWD Molenbeek  | Belgia | Division I  | ?     | ?      |

## Kariera reprezentacyjna
W reprezentacji Belgii Coeck zadebiutował 8 września 1974 roku w wygranym 2:0 spotkaniu eliminacji do Euro 76 z Islandią.
W 1982 roku był w kadrze Belgii na Mistrzostwa Świata w Hiszpanii. Był tam podstawowym zawodnikiem i rozegrał 5 spotkań: z Argentyną (1:0), z Salwadorem (1:0 i gol w 25. minucie), z Węgrami (1:1), z Polską (0:3) i ze Związkiem Radzieckim (0:1). W 1984 roku został powołany do kadry Belgii na Euro 84, na którym był rezerwowym i rozegrał 2 mecze: z Francją (0:5) i z Danią (2:3).
Od 1974 do 1984 roku rozegrał w kadrze narodowej 46 meczów i strzelił 4 gole.

## Sukcesy

### Klubowe
RSC Anderlecht
- Division 1: 1973–74, 1980–81
- Puchar Belgii: 1972–73, 1974–75, 1975–76
- Puchar Ligi Belgijskiej: 1973, 1974
- Puchar Zdobywców Pucharów: 1975–76, 1977–78
- Superpuchar Europy: 1976, 1978
- Puchar UEFA: 1982–83